# Equitazione ai Giochi della X Olimpiade - Salto ostacoli a squadre
La competizione del salto ostacoli a squadre di equitazione dai Giochi della X Olimpiade si è svolta il giorno 14 agosto al  Rose Bowl di Pasadena.

## Risultato
La classifica finale era determinata sommando le penalità dei migliori tre cavalieri di ogni nazione della prova individuale.
Le medaglie non furono assegnate perché nessuna squadra ha completato la prova con tre cavalieri.